# Огнев, Ярослав Владимирович
Яросла́в Влади́мирович О́гнев (род. 18 сентября 1969, Москва, СССР) — российский интернет-продюсер, главный редактор редакции интернет-вещания радиостанции «Голос России», в 2000—2009 годах — главный редактор портала ИноСМИ.ру, занимающегося переводами зарубежной прессы на русский язык.

## Биография
В 1986 году закончил спецшколу № 38 с преподаванием ряда предметов на английском языке, в 1987—1989 годах проходил срочную службу в рядах Советской Армии. В 1998 году окончил философский факультет МГУ (кафедра истории русской философии).
В 2000 году возглавил сайт ИноСМИ, созданный в рамках проекта Страна.ру (в июле 2002 года передан ВГТРК). 20 февраля 2004 года сайт вошел в структуру РИА «Новости», причем Огнев сохранил за собой пост его главного редактора. В этом качестве он стал лауреатом следующих премий Рунета по версии РОТОР:
- «Продюсер года», 1 место (POTOP++ 2005)
- «Редактор года», 1 место (РОТОР++ 2007)
- «Редактор года», 1 место (РОТОР 2007)
- «Редактор года», 1 место (РОТОР 2009)

Возглавляемый им сайт ИноСМИ в 2007 году получил Премию Рунета в номинации «Культура и массовые коммуникации», а также премию РОТОР 2007 в номинации «Информационный сайт года».
С февраля 2009 года возглавляет редакцию интернет-вещания и мультимедийных программ радиостанции «Голос России».

## Инциденты
За годы своей профессиональной деятельности, почти исключительно связанной с развитием сайта ИноСМИ, Огнев был участником ряда инцидентов, получавших порой широкую огласку в российских и международных СМИ.

### «ИноВести»
В 2004 году при переходе сайта ИноСМИ в структуру РИА «Новости» было объявлено о создании под эгидой ВГТРК нового сайта переводов зарубежной прессы «ИноВести». Его появление было мотивировано тем, что «в ИноСМИ зачастую публиковались критические и однобокие материалы», а новый сайт был призван «давать несколько разных точек зрения на события, происходящие в России». Тем не менее, данный проект просуществовал всего три дня, после чего был закрыт без объяснения причин. Ни ВГТРК, ни РИА «Новости» не прокомментировали ситуацию, и единственное упоминание об обстоятельствах перехода и закрытия «ИноВестей» содержится в блоге самого Огнева.

### Форум ИноСМИ и переводы читателей
В конце 2003 года на ИноСМИ был открыт форум, ставший первой в Рунете площадкой для свободного обсуждения переводов зарубежной прессы. Судя по некоторым высказываниям Огнева, он крайне высоко ценил роль форума:

Форум — душа сайта, которая говорит о нем едва ли не больше, чем его лицо (содержание).

Однако после перехода ИноСМИ в структуру РИА «Новости», в октябре 2004 года форум при невыясненных обстоятельствах был закрыт и не функционировал вплоть до апреля 2005 года. Открытый вновь, он стал самой известной и популярной частью портала. После ухода Огнева с поста главного редактора активные участники форума создали в знак протеста против новой редакционной политики сайт Инофорум.ру, хотя функции форума на сайте ИноСМИ сохранились. Любопытно, что после ребрендинга ИноСМИ в октябре 2009 года стоял вопрос об окончательном закрытии форума, что позволяет предполагать наличие в РИА «Новости» внутреннего конфликта, в ходе которого брали верх те или иные силы. В обращении новой редакции ИноСМИ к читателям была сформулирована основная причина неприятия форума в том виде, в каком он существовал при Огневе: агрессия и ксенофобия участников форума.

Хотелось бы также предупредить, что переход на платформу комментариев означает более строгую модераторскую политику на сайте. Мы просим вас уважать себя и читателей ваших комментариев и воздержаться от употребления матерных и квазиматерных, ругательных и оскорбительных слов, в особенности по отношению к представителям других национальностей или людей, не разделяющих вашу точку зрения <…> Использование слов «пиндосы» (и все производные), «пшеки», «свинорылые», «**********ы» и им подобных будет приводить к удалению комментариев и временному блокированию пользователя.

Сейчас форум продолжает существовать, но прямая ссылка — на обсуждение конкретной статьи в форуме, как это было раньше, убрана. Теперь желающим обсудить статью именно в формате форума, а не в формате комментариев, нужно заходить на форум по общей ссылке на сайте ИноСМИ, и искать обсуждение интересующей статьи вручную.
7 октября 2004 года на сайте ИноСМИ был впервые опубликован материал в рамках проекта «Переводы наших читателей». Впоследствии «народные переводы» играли все более важную роль в формировании контента сайта. В рамках этого проекта публиковались наиболее полемические материалы, в том числе, переводы комментариев читателей зарубежных СМИ (первый такой перевод был опубликован 19 сентября 2005 года. Особой популярностью пользовались переводы польских форумов, выполненные читательницей ИноСМИ под ником Ursa. C приходом новой редакции проект был свернут.
Возможно, различия во взглядах на место форума и публикацию «народных переводов» стали одной из причин ухода Огнева с поста главного редактора ИноСМИ.

### Скандал с газетой «Tygodnik Powszechny»
17 марта 2005 года на ИноСМИ был опубликован перевод статьи М. Калуского «Поговорим об Украине откровенно». В качестве источника была указана польская газета «Tygodnik Powszechny», хотя в действительности статью опубликовал портал Wirtualna Polonia. Автор статьи критиковал польские власти за политику сближения с Украиной, вызванную, по его мнению, диктатом со стороны США. Ссылка на газету «Tygodnik Powszechny», известную своей активной поддержкой «оранжевой революции», вызвала наплыв посетителей на её сайт, что было интерпретировано редакцией как хакерская атака:

Распространение этого текста как статьи «Тыгодника Пошехного» мы можем воспринять лишь как манипуляцию, или даже провокацию. К сожалению, её жертвой стала также часть украинских СМИ, передающих этот текст с информацией, что его источником является наша редакция.
Уже несколько десятков часов мы пробуем опровергать эту информацию. Мы звонили и посылали сообщения с официальным опровержением нашим друзьям в Украине и украинским СМИ. К сожалению наш сервер уже несколько часов подвергается атакам хакеров, вследствие чего он не работает. Из-за того мы лишены возможности защищаться, поскольку мы отрезаны от мира.

Данный инцидент получил широкое освещение в Польше и на Украине. По мнению польских аналитиков, он представлял собой тестирование российскими спецслужбами методов войны в сети.
В интервью польской «Газете Выборчей» Огнев прокомментировал инцидент следующим образом:

Это досадная ошибка. Мне очень жаль. У нас нет специалистов по вопросам Польши, мы редко размещаем переводы из ваших газет. Чаще всего появляются материалы, в которых заинтересован наш МИД. Один из наших сотрудников предложил нам эту статью. Неважно, кто это…

### Уход из ИноСМИ
Уход Огнева с поста главного редактора ИноСМИ в феврале 2009 года вызвал бурную реакцию в Рунете. Высказывались предположения, что он был вынужденным, спровоцированным неугодной определенным кругам редакционной политикой и излишней свободой высказываний на форуме. Интернет-издания националистического толка объясняли смену главного редактора противостоянием между «патриотами» и «либералами» во властных кругах, связывая это с политикой США по идеологическому воздействию на русскоязычный сегмент Интернета. Культовый персонаж Рунета Анатолий Вассерман объявил в своем блоге уход Огнева «убийством ИноСМИ».
Огнев категорически отверг предположения о недобровольном характере своего ухода.

## На «Голосе России»
С 1 июня 2009 года Огнев занимает должность главного редактора интернет-вещания и мультимедийных программ радиовещательной компании «Голос России». По мнению аналитика Евгения Морозова, он выполняет поручение российских властей по возрождению застывшей в своем развитии радиостанции, выстраивая с нуля её интернет-присутствие. Очевидно, на этом поприще достигнуты некие успехи. Так, если на момент прихода Огнева в «Голос России» число уникальных посетителей сайта составляло около 20 000 в месяц, то два года спустя оно увеличилось почти до 2 млн (только в феврале 2009 года, когда он покинул ИноСМИ, произошел двукратный рост числа посетителей). Вместе с тем, видно, что большая часть посетителей приходится на Россию, что в корне меняет концепцию «иновещания» и свидетельствует о том, что основной аудиторией сайта «Голоса России» является Рунет.
В 2011-12 годах руководил интернет-проектом «Голоса России» «Окно в Россию», посвященным соотечественникам, в силу различных причин постоянно проживающим за рубежом. C 2012 года возглавляет интерактивный проект The Voice of Russia's Global Discussion.